# Runólfur Sigmundsson
Runólfur Sigmundsson (m. 1307) fue un escritor islandés, monje y más tarde abad del Monasterio de Þykkvabær. Fue ordenado sacerdote en 1264 y sucedió como abad a su primo Brandur Jónsson, quien se convirtió en obispo de Hólar en 1263, y ocupó el cargo hasta su muerte, durante 43 años.
Runólfur pertenecía a la familia Svínfellingar. Brandur lo elogió por su oficio y dijo que nunca había enseñado a nadie «que fuera tan diligente y tan dedicado a sus estudios como Runólfur». Actuó como mano derecha del obispo Árni Þorláksson de Skálholt en incluso defendió con más fuerza la causa de la iglesia contra los laicos.
Cuando el obispo Árni defendió su caso ante el rey en 1288, Runólfur se convirtió en su agente funcionario hasta que regresó en 1291, por entonces estaba trabajando para conseguir puestos en la iglesia de los laicos. Volvió a ser oficial en 1299 después de la muerte de Staða-Árni, hasta que el obispo Árni Helgason regresó a casa con la consagración episcopal. Runólfur fue llamado por Nidaros en 1303 pero probablemente permaneció en el monasterio. 
Runólfur escribió, entre otras cosas, una historia de San Agustín y se encargó de la redacción de otros libros. Escribió Alexanderssögu o la saga de Alejandro, que dedicó a Magnus VI de Noruega.
Se ha insinuado que pudo ser el autor de la saga Svínfellinga. Durante sus años de abad, los monjes del monasterio fueron Andrés drengur, que se convirtió en abad de Viðey en 1305, y Guðmundur Þorvarðarson, que fue nombrado abad de Helgafell ese mismo año. El sucesor de Runólfur, Loðmundur, también fue monje en el monasterio de Þykkvabær.